# Siegfried Völlger

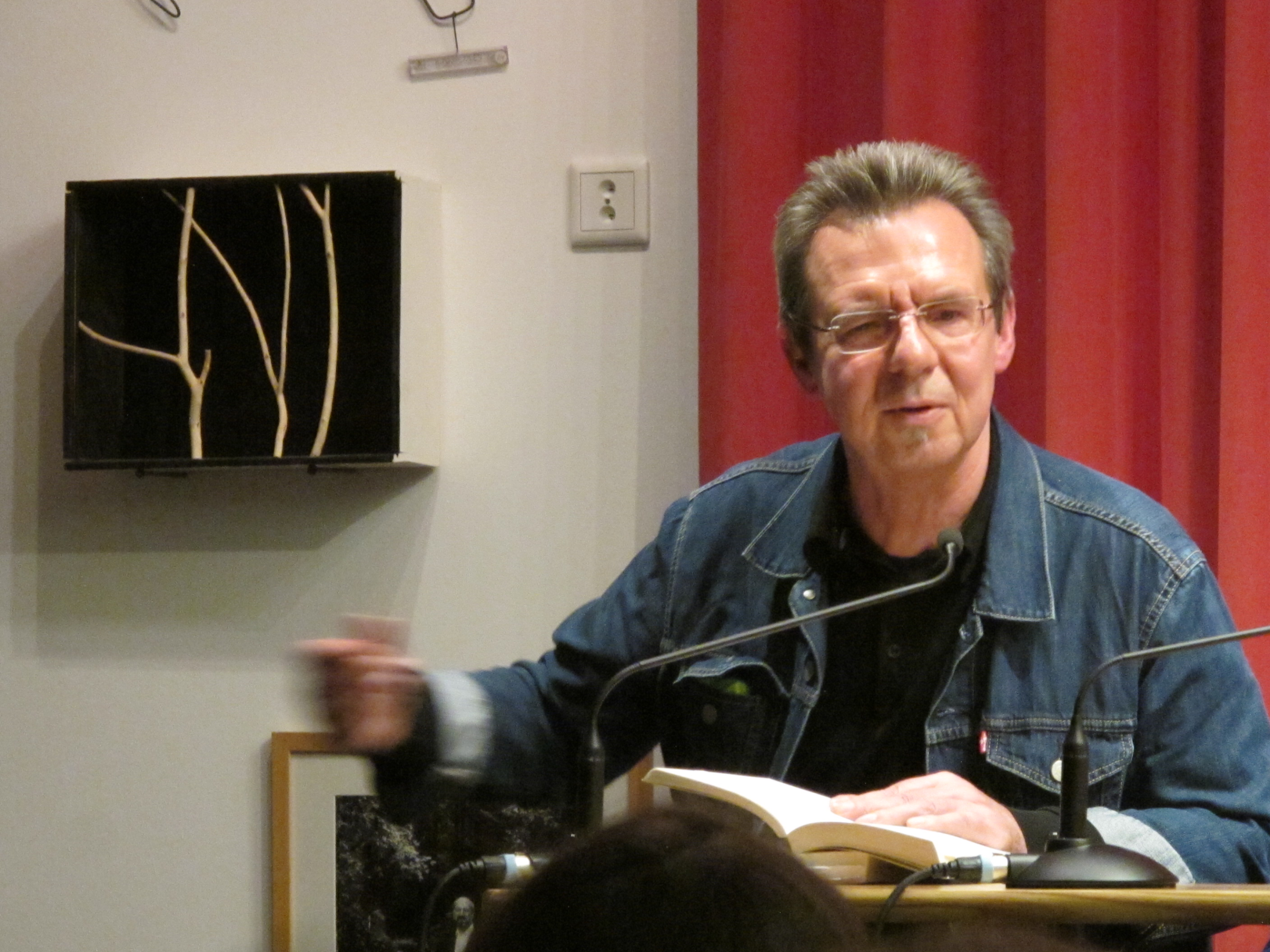
Siegfried Völlger 2015 bei einer Lesung im Lyrik Kabinett

Siegfried Völlger (* 1955) ist ein Herausgeber von Lyrik-Anthologien, der auch selbst als Autor tätig ist.

## Leben und Werk
Siegfried Völlger hat eine Ausbildung zum Buchhändler und arbeitete für die Münchener Buchhandlung Hugendubel. Für den Hugendubel-Blog verfasste er unter anderem Musikrezensionen. Er ist als Herausgeber für den Sanssouci Verlag, DTV und den Carl Hanser Verlag bekannt geworden. Die von ihm herausgegebene Anthologie Überlass es der Zeit – Gedichte für Trauernde, Worte zum Trost wird als Beitrag zur Trauerkultur gewürdigt. Mit eigenen Texten ist er in mehreren Literaturzeitschriften und Anthologien vertreten. Siegfried Völlger schreibt auch in bairischer Mundart. Seine ersten Veröffentlichungen eigener Texte hatte er in den 1970er Jahren. 2014 wurde ein Gedicht von ihm in der Reihe Lyrik am Vormittag des Senders Bayern 2 vorgestellt.

## Veröffentlichungen
- (so viel zeit hat niemand). Gedichte. Lyrikedition 2000, München 2018. ISBN 978-3-96233-075-0
- Pilzfreund Bielers Posaune. Gedichte. edition offenes feld, Dortmund 2021. ISBN 9783752672602
- Gespräch mit dem Wal und Freunden. Gedichte. edition offenes feld, Dortmund 2023. ISBN 9783734718052